# Konstantínos Kostantópulos
Konstantínos Kostantópulos (em grego: Κωνσταντίνος Κωνσταντόπουλος; 1832 — 1910) foi um político da Grécia. Ocupou o cargo de primeiro-ministro da Grécia entre 1 de Março de 1892 a 22 de Junho de 1892.